# 322 Fejo
322 Fejo (mednarodno ime je 322 Phaeo) je asteroid tipa X v glavnem asteroidnem pasu. 

## Odkritje
Asteroid je odkril francoski astronom A. Borrelly 27. novembra 1891  v Marseillu. 
Poimenovan je po eni izmed Hijad (ali nimf) Fejo iz grške mitologije. Po Hijadah ima ime še nekaj drugih asteroidov (106 Diona, 158 Koronis, 217 Evdora in 308 Poliksa.

## Lastnosti
Asteroid Fejo obkroži Sonce v 4,65 letih. Njegova tirnica ima izsrednost 0,244, nagnjena pa je za 8,016° proti ekliptiki. Njegov premer je 70,84 km km, okoli svoje osi se zavrti v 17,5845 h .